# ریموند هو
ریموند هو (انگلیسی: Raymond Huo؛ زادهٔ ۱۹۶۴ (۶۰–۶۱ سال)) سیاستمدار است.